# Мурадова, Тарана Гусейн кызы
Мурадова Тарана Гусейн кызы (род. 6 августа 1965, Баку) — опытный исполнитель танцев Азербайджана и народов мира, балетмейстер, Народный артист Азербайджанской Республики (1998), персональный пенсионер Президента Азербайджанской Республики, проректор Бакинской академии хореографии.

## Жизнь и деятельность
Мурадова Тарана Гусейн кызы родилась в Баку в 1965 году. Училась в Бакинском хореографическом училище (1974—1983), Азербайджанском государственном университете искусств (1991—1995), изучала право в Российском государственном социальном университете (2004—2008).
В 1982 году работала танцовщицей в Азербайджанском ансамбле песни и танца, в 1985 году — солистом, а с 1995 по 2016 год — балетмейстером ансамбля. В 2000—2015 годах работала заведующим кафедрой хореографии Художественной гимназии Азербайджанской национальной консерватории.
26 декабря 2016 года назначена проректором по внешним связям Бакинской академии хореографии. В настоящее время она работает на этой должности.
В то же время она принимал непосредственное участие в создании и деятельности детских, юношеских и молодежных танцевальных ансамблей в Азербайджане. Также, она является директором и художественным руководителем детского танцевального ансамбля «Сайях» и танцевального ансамбля «Одлар Юрду».
Большое место в репертуаре занимают азербайджанские народные танцы («Наз элямя», «Танец Гавала», «Вагзалы», «Мирзеи»), испанские, цыганские и другие народные танцы. Исполнила партию грузинской девушки в балете А. Бадалбейли «Девичья башня». Она является художественным руководителем детского танцевального ансамбля «Сайях». Выступала в ряде зарубежных стран, как мастер народных танцев несколько лет проводила практические занятия в Австрии.
Она много раз выступал перед своими болельщиками на всех государственных мероприятиях, в предвыборных компаниях, в связи с выборами в Барде, Губе, Азербайджанских днях в России, Украине, Австрии, Санкт-Петербурге, Екатеринбурге, Уфе, Белоруссии, Минске, в Могилеве связи с гастролями, на 80-летие госпожи Зарифы Алиевой, ПЕА, 10-летие АТА Банка, всемирная русская пресс-конференция, этап соревнований чемпионата мира, международные турниры, церемония принесения присяги президента, генеральная конференция живущих азербайджанцев в Турции, соревнования по таэквондо, состоявшиеся в 2004 году, мероприятие, посвященное женскому дню, всемирный чемпионат по борьбе, на кубковых соревнованиях, церемония памяти Халила Рзы, 120-летие Гусейна Джавида, открытие АБУ арены, соревнования Кубка мира по гимнастике и тур в Дубай.
До 2019 года она была членом жюри танцевальных конкурсов, проводимых среди высших учебных заведений, посвященных памяти общенационального лидера Гейдара Алиева. Помимо танцевальной деятельности на протяжении 12 лет Тарана Мурадова, являлась председателем Австрийско-Азербайджанского благотварительного общества.
В 2016—2017 годах поступила в докторантуру по специальности «Хореографическое искусство» в Бакинскую Хореографическую Академию, а в 2020 году готовилась к защите диссертации по теме «Национальные стилистические особенности азербайджанского хореографического искусства».

## Награды
- В 1998 году великий лидер Гейдар Алиев непосредственно удостоил её почётного звания Народного артиста Азербайджанской Республики
- С 1998 по 2015 год она была награжден Президентской премией
- В 2004 году ей было присвоено 1 место на «Международном танцевальном фестивале», проходившем в Греции
- В 2015 году Палата культуры Грузии удостоила её звания «Выбор Народа»
- В 2015 году за выступление на мероприятии «Поддержим наше национальное наследие» она была награждена дипломом Министерства Культуры и Туризма Азербайджанской Республики
- 6 мая 2016 года ей была присвоена индивидуальная стипендия Президента Азербайджанской Республики[1]
- В 2017 году за неустанную работу по пропаганде национальных и нравственных ценностей Азербайджана она была награждена «Почетной грамотой» Общества немецко-азербайджанской дружбы
- В 2019 году на 12-м Международном военно-музыкальном фестивале «Спасская башня», проходившем в Москве, Российская Федерация, она выступила в качестве главного аранжировщика-балетмейстера выступления оркестра и танцевального коллектива Национальной Армии Азербайджана и была награждена «Почётной Грамотой» министра обороны Азербайджанской Республики.

## Деятельность в международных конкурсах, проводимых в Азербайджанской Республике, в качестве хореографа-балетмейстера
- Европейские игры Баку 2015
- Баку 2016 42-я Всемирная шахматная олимпиада
- Баку 2017 IV Игры Исламской Солидарности
- Баку 2017—2018 Гран-при Формулы 1
- Чемпионаты по таэквондо и боксу.

## Фильмография
- Топал Теймур (фильм, 1983)